# Eleccions comunals andorranes de 2019
Les eleccions comunals andorranes de 2019 es van celebrar el 15 de desembre de 2019. En aquestes eleccions es van escollir tots els membres dels consells de comú de les set parròquies d'Andorra. Després de les eleccions, els consellers comunals seran els qui s'encarregaran d'escollir el cònsol major i el cònsol menor de cada comú, òrgan administratiu de cada parròquia.

## Sistema electoral
Els consells de comú han d'estar formats per un nombre parell de membres, sempre entre 10 i 16. Actualment Canillo i Ordino tenen 10 consellers i la resta de parròquies en tenen 12. El Consell de Comú de cada parròquia té la llibertat per escollir i modificar el nombre de consellers. Les persones que es vulguin presentar a les eleccions comunals han de perfeccionar una llista tancada que tingui almenys el mateix nombre de membres que escons a escollir. La candidatura ha de recollir avals d'un mínim del 0,5% del cens de la parròquia.
Cada elector només pot votar per una llista, sense alterar-ne ni l'ordre ni la composició.
La meitat dels escons queden assignats per al partit que hagi obtingut més vots als comicis. L'altra meitat dels escons es reparteix segons el mètode de les restes més altes aplicant el quocient de Hare, incloent-hi el partit més votat. En cas que hi hagi empat en les llistes més votades, la meitat dels escons es reparteixen igual entre les forces que hagin empatat. Si no fos possible una distribució exacta, l'escó o els escons sobrants han de ser acumulats al nombre de consellers a repartir proporcionalment.

## Candidatures
Es van presentar un total de 21 candidatures. A Encamp, Ordino i Escaldes-Engordany se'n van presentar 4; a Andorra la Vella i Sant Julià de Lòria, 3; a Canillo dues i a la Massana només una.
A Canillo va ser el primer cop des de 2007 que es va presentar més d'una candidatura. Laurèdia en Comú, la candidatura guanyadora de les darreres eleccions a Sant Julià de Lòria, no va aconseguir presentar llista.
| Parròquia           | Llista | Llista                                      | Partits que la integren | Cap de llista                    |
| ------------------- | ------ | ------------------------------------------- | ----------------------- | -------------------------------- |
| Canillo             |        | Objectiu comú (OC)                          | Independents            | Albert Torres Babot              |
| Canillo             |        | Demòcrates + Independents                   | DA, independents        | Francesc Camp Torres             |
| Encamp              |        | Terceravia + Independents                   | TV, independents        | Santiago Gonzalez Campos         |
| Encamp              |        | Partit Socialdemòcrata i Independents       | PS, independents        | David Ríos Rius                  |
| Encamp              |        | Agrupament Encampadà                        | Independents            | Esther Vidal Mils                |
| Encamp              |        | En Comú per Encamp                          | DA, L'A, independents   | Laura Mas Barrionuevo            |
| Ordino              |        | Per Ordino                                  | Independents            | Enric Dolsa Font                 |
| Ordino              |        | Terceravia + Independents                   | TV, independents        | Jordi Balsa Isern                |
| Ordino              |        | Movemordino                                 | PS, independents        | Sandra Tudo Montanya             |
| Ordino              |        | En Comú per Ordino                          | ACO, DA, L'A, SDP       | Josep Angel Mortes Pons          |
| La Massana          |        | Ciutadans Compromesos + DA + L'A            | CC, DA, L'A             | Olga Molne Soldevila             |
| Andorra la Vella    |        | Terceravia + Independents                   | TV, independents        | Emi Matarrodona Corretja         |
| Andorra la Vella    |        | En Comú per Andorra la Vella                | DA, L'A, SDP            | Conxita Marsol Riart             |
| Andorra la Vella    |        | Partit Socialdemòcrata i Independents       | PS, independents        | Maria Dolors Carmona Filella     |
| Sant Julià de Lòria |        | Terceravia + Unió Laurediana + Independents | TV, UL, independents    | Josep Majoral Obiols             |
| Sant Julià de Lòria |        | Units pel Canvi                             | PS, independents        | Joan Travesset Grau              |
| Sant Julià de Lòria |        | Desperta Laurèdia                           | Independents            | Cerni Cairat Perrigault          |
| Escaldes-Engordany  |        | Demòcrates + Independents                   | DA, independents        | Miquel Aleix Areny               |
| Escaldes-Engordany  |        | Unió per Escaldes-Engordany                 | L'A, SDP, independents  | Higini Martínez-Illescas Bermejo |
| Escaldes-Engordany  |        | Partit Socialdemòcrata i Independents       | PS, independents        | Rosa Gili Casals                 |
| Escaldes-Engordany  |        | Terceravia + Independents                   | TV, independents        | Jordi Rubia Correa               |

## Resultats

Candidatura guanyadora per parròquia

La participació nacional va ser del 56,54%, quatre punts més baixa que a les eleccions comunals de 2015. A Andorra la Vella, l'abstenció va superar el 50%.
En cinc de les set parròquies hi van guanyar candidatures on hi participava Demòcrates per Andorra. A Sant Julià de Lòria, va guanyar la candidatura d'Unió Laurediana amb Tercera Via. A Escaldes-Engordany, el Partit Socialdemòcrata va ser el vencedor de les eleccions.

### Total Principat d'Andorra
| Partit                      | Partit                      | Vots   | %     | Escons |
| --------------------------- | --------------------------- | ------ | ----- | ------ |
|                             | Demòcrates per Andorra (DA) | 4.968  | 42,86 | 49     |
|                             | Partit Socialdemòcrata (PS) | 3.987  | 28,05 | 15     |
|                             | Tercera Via (CC)            | 1.906  | 13,41 | 9      |
|                             | Desperta Laurèdia           | 970    | 6,82  | 3      |
|                             | Agrupament Encampadà        | 503    | 3,54  | 1      |
|                             | Per Ordino                  | 302    | 2,12  | 1      |
|                             | Objectiu comú (OC)          | 286    | 2,01  | 2      |
|                             | Unió per Escaldes-Engordany | 168    | 1,18  | 0      |
| Vots nuls i en blanc        | Vots nuls i en blanc        | 1.518  | 9,5   |        |
| Total                       | Total                       | 15.731 | 100   | 80     |
| Cens/participació           | Cens/participació           | 27.823 | 56,5  | –      |
| Font: Resultats, Commission |                             |        |       |        |

### Canillo
| Llista            | Llista                    | Vots  | %    | Escons |
| ----------------- | ------------------------- | ----- | ---- | ------ |
|                   | Demòcrates + Independents | 424   | 59,7 | 8      |
|                   | Objectiu comú             | 286   | 40,3 | 2      |
| Blancs            | Blancs                    | 28    | –    | –      |
| Nuls              | Nuls                      | 6     | –    | –      |
| Total             | Total                     | 744   | 100  | 10     |
| Cens/participació | Cens/participació         | 1.051 | 70,8 | –      |

### Encamp
| Llista            | Llista                                | Vots  | %    | Escons |
| ----------------- | ------------------------------------- | ----- | ---- | ------ |
|                   | En Comú per Encamp (DA+L'A)           | 894   | 41,3 | 9      |
|                   | Partit Socialdemòcrata i Independents | 615   | 28,4 | 2      |
|                   | Agrupament Encampadà                  | 503   | 23,2 | 1      |
|                   | Terceravia + Independents             | 154   | 7,1  | 0      |
| Blancs            | Blancs                                | 117   | –    | –      |
| Nuls              | Nuls                                  | 32    | –    | –      |
| Total             | Total                                 | 2.315 | 100  | 12     |
| Cens/participació | Cens/participació                     | 4.000 | 57,8 | –      |

### Ordino
| Llista            | Llista                              | Vots  | %    | Escons |
| ----------------- | ----------------------------------- | ----- | ---- | ------ |
|                   | En Comú per Ordino (DA+L'A+SDP+ACO) | 552   | 45,0 | 8      |
|                   | Per Ordino                          | 302   | 24,6 | 1      |
|                   | Movemordino                         | 281   | 22,9 | 1      |
|                   | Terceravia + Independents           | 93    | 7,6  | 0      |
| Blancs            | Blancs                              | 72    | –    | –      |
| Nuls              | Nuls                                | 15    | –    | –      |
| Total             | Total                               | 1.315 | 100  | 10     |
| Cens/participació | Cens/participació                   | 1.790 | 73,5 | –      |

### La Massana
| Llista            | Llista                           | Vots  | %     | Escons |
| ----------------- | -------------------------------- | ----- | ----- | ------ |
|                   | Ciutadans Compromesos + DA + L'A | 912   | 100,0 | 12     |
| Blancs            | Blancs                           | 589   | –     | –      |
| Nuls              | Nuls                             | 97    | –     | –      |
| Total             | Total                            | 1.598 | 100   | 12     |
| Cens/participació | Cens/participació                | 3.125 | 51,1  | –      |

### Andorra la Vella
| Llista            | Llista                                    | Vots  | %    | Escons |
| ----------------- | ----------------------------------------- | ----- | ---- | ------ |
|                   | En Comú per Andorra la Vella (DA+L'A+SDP) | 1.943 | 51,2 | 9      |
|                   | Partit Socialdemòcrata i Independents     | 1.457 | 38,4 | 3      |
|                   | Terceravia + Independents                 | 394   | 10,4 | 0      |
| Blancs            | Blancs                                    | 184   | –    | –      |
| Nuls              | Nuls                                      | 52    | –    | –      |
| Total             | Total                                     | 4.030 | 100  | 12     |
| Cens/participació | Cens/participació                         | 8.242 | 48,9 | –      |

### Sant Julià de Lòria
| Llista            | Llista                                      | Vots  | %    | Escons |
| ----------------- | ------------------------------------------- | ----- | ---- | ------ |
|                   | Terceravia + Unió Laurediana + Independents | 1.159 | 48,6 | 9      |
|                   | Desperta Laurèdia                           | 970   | 40,7 | 3      |
|                   | Units pel Canvi                             | 257   | 10,8 | 0      |
| Blancs            | Blancs                                      | 128   | –    | –      |
| Nuls              | Nuls                                        | 21    | –    | –      |
| Total             | Total                                       | 2.534 | 100  | 12     |
| Cens/participació | Cens/participació                           | 4.126 | 61,4 | –      |

### Escaldes-Engordany
| Llista            | Llista                                | Vots  | %    | Escons |
| ----------------- | ------------------------------------- | ----- | ---- | ------ |
|                   | Partit Socialdemòcrata i Independents | 1.377 | 45,6 | 9      |
|                   | Demòcrates + Independents             | 1.367 | 45,3 | 3      |
|                   | Unió per Escaldes-Engordany (L'A+SDP) | 168   | 5,6  | 0      |
|                   | Terceravia + Independents             | 106   | 3,5  | 0      |
| Blancs            | Blancs                                | 141   | –    | –      |
| Nuls              | Nuls                                  | 36    | –    | –      |
| Total             | Total                                 | 3.195 | 100  | 12     |
| Cens/participació | Cens/participació                     | 5.489 | 58,2 | –      |